# 79152 Abukumagawa
79152 Abukumagawa è un asteroide della fascia principale. Scoperto nel 1993, presenta un'orbita caratterizzata da un semiasse maggiore pari a 2,3469541 UA e da un'eccentricità di 0,2644454, inclinata di 5,69641° rispetto all'eclittica.
L'asteroide è dedicato al fiume giapponese Abukuma che scorre nella Prefettura di Fukushima.